# Jean-Paul Ambrogi
Pour les articles homonymes, voir Ambrogi.
Marius Jean Paul Elzéar Ambrogi, qui prendra le prénom d'usage de Marc, né le 9 juin 1896 à Marseille et mort le 24 avril 1971 dans la même ville, est un as de l'aviation français de la Première Guerre mondiale, au cours de laquelle il remporte quatorze victoires aériennes homologuées. Il défendra également son pays pendant la Seconde Guerre mondiale.

## Biographie

### Première Guerre mondiale
Marc Ambrogi s'engage dans l'armée le 25 septembre 1914. Il est affecté dans un premier temps au 2e régiment d'infanterie. En 1916, il passe dans l'aviation et entame une formation de pilote à Dijon et à Juvisy. Le 16 septembre 1916, il reçoit le brevet de pilote militaire no 4477 et part suivre une formation complémentaire à Avord, Cazaux, et à Pau. Ayant terminé sa formation en février 1917, il est affecté au Détachement N507 en mars avant d'être transféré à l'Escadrille 90 (en) en avril, qui opérait alors sur le front de la VIIe Armée.
Il remporte sa première victoire au sein de l'Escadrille 90, alors équipée de Nieuports, le 30 octobre 1917, au-dessus de Commercy. Entre le 30 octobre 1917 et le 16 mai 1918, il remporte ses trois seules victoires sur des avions allemands, dont une partagée avec Charles Le Coq de Kerland. Le 2 février, il est décoré de la Médaille militaire. Le 17 mai, l'Escadrille 90 reçoit de nouveaux avions SPAD et Ambrogi débute alors une série de onze victoires, toutes sur des ballons d'observation allemand, de type Drachen. Pour remporter ces victoires, il fera équipe avec d'autres as, dont Maurice Bizot, Jean Pezon, et Charles Macé. Le 11 août 1918, il est fait chevalier de la Légion d'honneur. Ambrogi termine la Grande Guerre par un doublé, le 18 octobre 1918, en abattant deux ballons à quelques minutes d'intervalle au-dessus d'Omeney et d'Avricourt.
Ambrogi quitte l'armée en 1920.

### Seconde Guerre mondiale
De nouveau mobilisé en 1939, il est nommé commandant en second du groupe I/8. Pilotant le Bloch 152 C-1 no 231, il abat un Dornier 17 le 18 mai 1940 au-dessus de Cambrai.

### Après-Guerre
De retour dans le civil une nouvelle fois, il sera directeur général de la société Fouquet-Sacop spécialisée dans l'armement de pétroliers caboteurs. Il sera par ailleurs président de l'Aéroclub de Provence pendant 40 ans, vice-président de l'association des As et président du groupement des Vieilles Tiges des Bouches-du-Rhône, qui porte son nom.

## Décoration
- Chevalier de la Légion d'honneur en 1918